# Agni Purana
 (avril 2025).

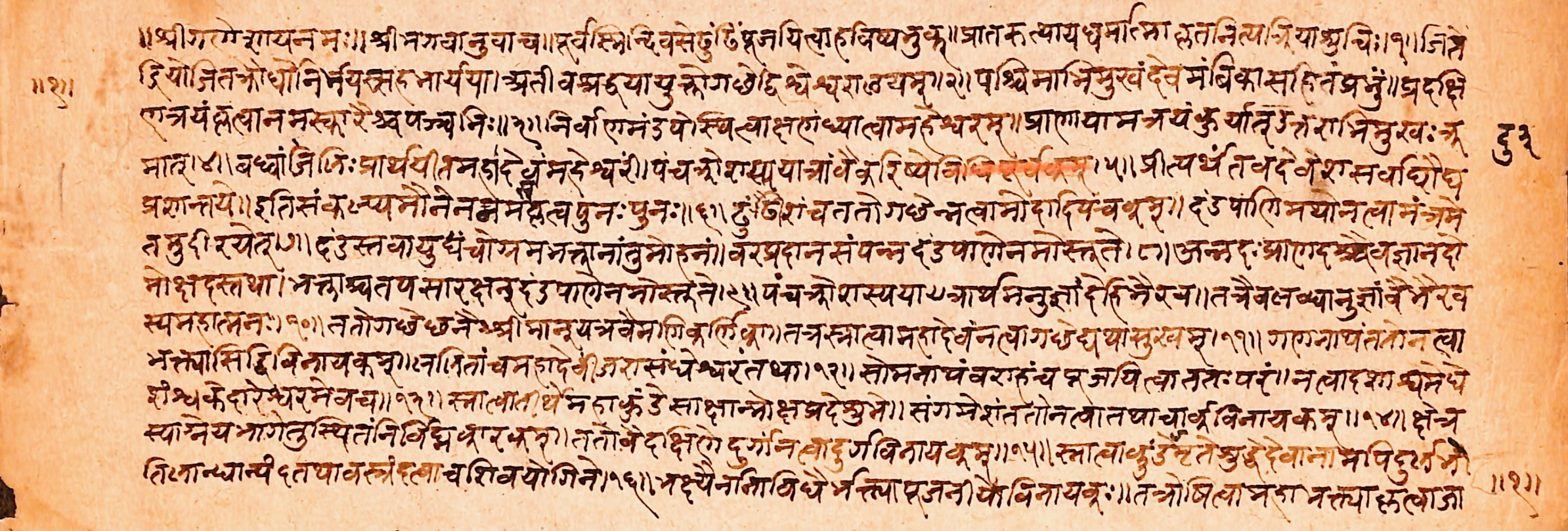
Une page d'un manuscrit d'Agni Purana (sanscrit, devanagari).

L'Agni Purana (sanskrit : अग्नि पुराण, Agni Purāṇa) est un texte sanskrit et l'un des dix-huit Puranas majeurs de l'hindouisme. Le texte est diversement classé comme un Purana lié au Shaivisme, au Vaishnavisme, au Shaktisme et au Smartisme, mais également considéré comme un texte qui les couvre tous de manière impartiale sans pencher vers une théologie particulière .
Le texte existe dans de nombreuses versions, certaines très différentes des autres. Les manuscrits publiés sont répartis en 382 ou 383 chapitres, contenant entre 12 000 et 15 000 vers . Les chapitres du texte ont probablement été composés à différents siècles, la première version étant probablement postérieure au VIIe siècle,, mais avant le XIe siècle car Al-Biruni, un érudit persan du début du XIe siècle, atteste de son existence dans ses mémoires sur l'Inde. La couche la plus récente du texte de l' Agni Purana date peut-être du XVIIe siècle.
L'Agni Purana est une encyclopédie de l'époque médiévale qui couvre un large éventail de sujets, et ses « 382 ou 383 chapitres traitent en fait de tout et de rien », remarquent des chercheurs tels que Moriz Winternitz et Ludo Rocher . Son style à la fois encyclopédique et laïc a conduit certains indologues du XIXe siècle, comme Horace Hayman Wilson, à se demander s'il pouvait même être qualifié de ce qu'est supposé être un Purana . L'éventail des sujets couverts par ce texte comprend la cosmologie, la mythologie, la généalogie, la politique, le système éducatif, l'iconographie, les théories fiscales, l'organisation de l'armée, les théories sur les causes propres de la guerre, les arts martiaux, la diplomatie, les lois locales, la construction de projets publics, méthodes de distribution de l'eau, arbres et plantes, médecine, design et architecture , gemmologie, grammaire, métrique, poésie, alimentation et agriculture, rituels, géographie et guide de voyage à Mithila ( Bihar et États voisins), l’histoire culturelle et de nombreux autres sujets.

## Histoire

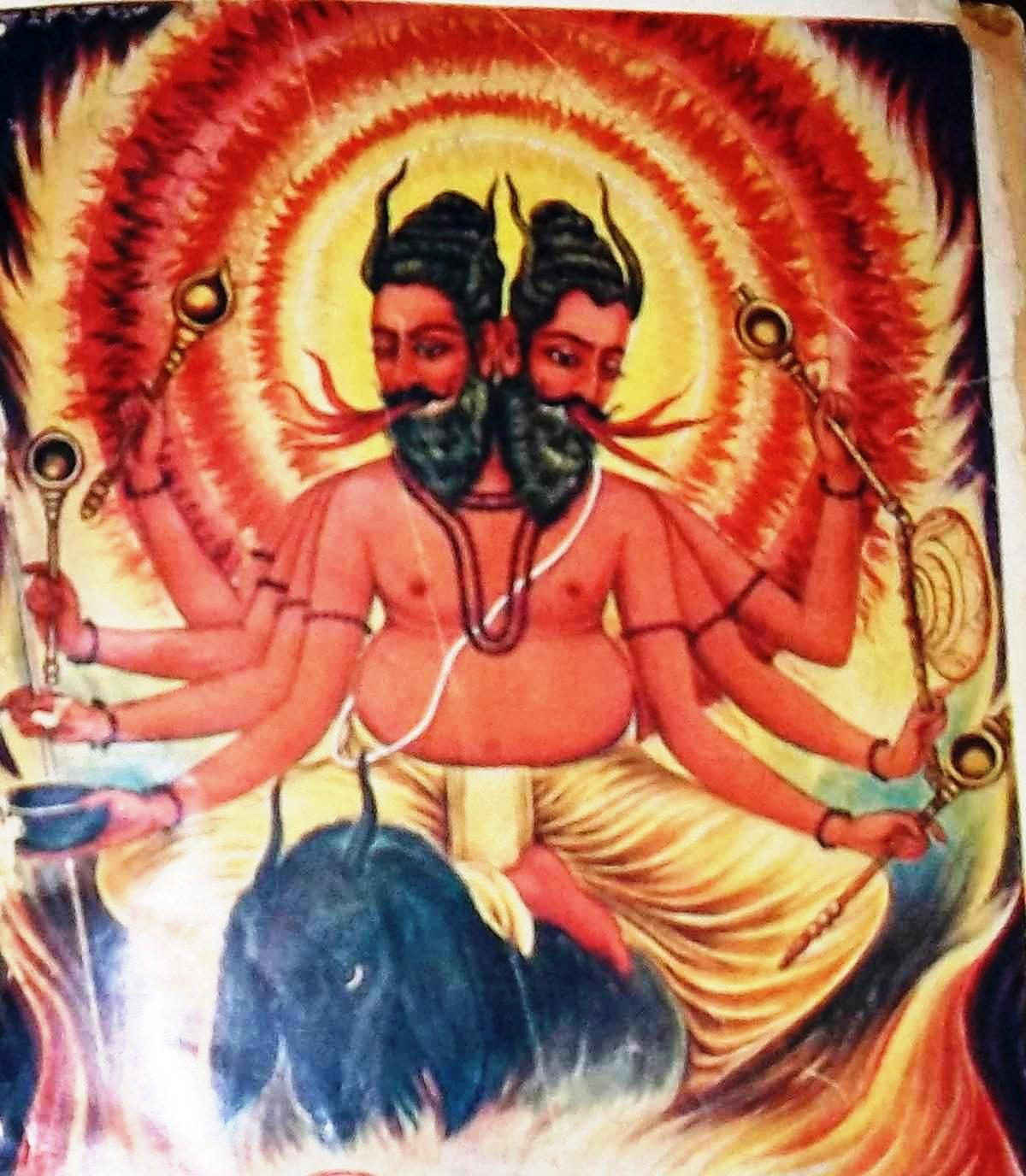
Le dieu Agni.

La tradition veut que son titre porte le nom d'Agni car il a été récité à l'origine par Agni au sage Vasishta lorsque ce dernier voulait en savoir plus sur le Brahman, et Vasishta l'a ensuite récité à Vyasa - le sage qui a compilé tous les Vedas, Puranas et bien d'autres textes historiques .
Vyasa l'a récité à Suta, qui a ensuite récité aux rishis de Naimisharanya. Le Skanda Purana et le Matsya Purana affirment que l'Agni Purana décrit Isana-kalpa comme décrit par le dieu Agni, mais les manuscrits survivants ne font aucune mention d'Isana-kalpa. De même, les textes hindous médiévaux citent des versets qui, selon eux, proviennent d'Agni Purana, mais ces versets n'existent pas dans les éditions actuelles du texte.
Ces incohérences, considérées ensemble, ont conduit des chercheurs tels que Rajendra Hazra à conclure que les manuscrits existants sont différents du texte auquel Skanda et Matsya Puranas font référence.
Le noyau le plus ancien du texte est probablement une composition postérieure au VIIe siècle, et une version existait au XIe siècle  . Les chapitres qui traitent de la grammaire et de la lexicographie pourraient être un ajout au XIIe siècle, tandis que les chapitres sur les métriques sont probablement antérieurs à 950 de notre ère, car l'ouvrage Pingala-sutras, de l'érudit du Xe siècle Halayudha, cite ce texte. La section sur la poétique est probablement une composition du Xe siècle de notre ère, tandis que son résumé sur le Tantra est probablement une composition entre 800 et 1100 de l'ère actuelle.

L'Agni Purana existe dans de nombreuses versions et illustre la chronologie complexe du genre puranique de la littérature indienne qui a survécu jusqu'aux temps modernes. Le nombre de chapitres, le nombre de versets et le contenu spécifique varient selon les manuscrits d'Agni Purana.  . Dimmitt et van Buitenen déclarent que chacun des Puranas est de style encyclopédique et qu'il est difficile de déterminer quand, où, pourquoi et par qui ils ont été écrits : 

« Tels qu’ils existent aujourd’hui, les Puranas constituent une littérature stratifiée. Chaque œuvre intitulée est constituée de matériaux qui se sont développés par de nombreuses accumulations au cours des époques historiques successives. Ainsi, aucun Puran n’a une seule date de composition. (...) c'est comme s'il s'agissait de bibliothèques auxquelles de nouveaux volumes étaient continuellement ajoutés, pas nécessairement au bout du rayon, mais de manière aléatoire. »

— Cornelia Dimmitt et J. A. B. van Buitenen, Classical Hindu Mythology : A Reader in the Sanskrit Puranas

## Structure
Les manuscrits publiés sont divisés en 382 ou 383 chapitres, et comptent entre 12 000 et 15 000 vers . De nombreux sujets abordés font l'objet de chapitres spécifiques, mais, précise Rocher, ceux-ci "se succèdent sans le moindre lien ni transition". Dans d'autres cas, comme sa discussion sur l'iconographie, les versets se retrouvent dans de nombreuses sections de l'Agni Purana.

## Éditions et traductions
La première édition imprimée du texte, a été éditée par Rajendralal Mitra dans les années 1870 (Calcutta : Société asiatique du Bengale, 1870-1879, 3 volumes ; Bibliotheca Indica, 65, 1-3). Le texte entier emploie un peu moins d'un million de caractères.
Une traduction anglaise a été publiée en deux volumes par Manmatha Nath Dutt en 1903-1904. Il existe plusieurs versions publiées par différentes sociétés.

## Contenu
Les manuscrits existants sont encyclopédiques. Le premier chapitre du texte déclare que sa portée est telle. Certains sujets couverts par le texte incluent :
| Sujet                            | Chapitres                | Contenu illustratif | Référence            |
| -------------------------------- | ------------------------ | --- | -------------------- |
| Résumé du livre                  | 21-70                    | Textes Pancaratra, Mahabharata, Ramayana, Pingala-Sutras, Amarakosha, etc. | [ 25 ] [ 26 ]        |
| Géographie régionale             | 114-116                  | Mithila (aujourd'hui Bihar ), rivières, forêts, villes, culture | [ 25 ] [ 26 ]        |
| Médecine                         | 279-286, 370             | Ayurveda, herbes, nutrition | [ 25 ] [ 28 ]        |
| Incantations bouddhistes         | 123-149                  | Résumé du texte bouddhiste Yuddhajayarnava, mantras de Trailokyavijaya | [ 25 ] [ 29 ] [ 30 ] |
| Politique                        | 218-231                  | Structure d'un État, éducation et devoirs d'un roi et des ministres clés, organisation de l'armée, théorie de la guerre juste, ambassadeurs dans d'autres royaumes, système d'administration, droit civil et pénal, fiscalité, administration locale et système judiciaire | ,                    |
| Agriculture, planification       | 239, 247, 282, 292       | Fortification, arbres et parcs, réservoirs d'eau | [ 25 ] [ 33 ]        |
| Arts martiaux, armes             | 249-252                  | 32 types d'arts martiaux, fabrication et entretien d'armes | [ 34 ]               |
| Vache                            | 310                      | Sainteté de la vache, élevage et soin des vaches |                      |
| Temple hindou, monastère         | 25, 39-45, 55-67, 99-101 | Conception, aménagement, construction, architecture | [ 35 ]               |
| Métrique, poétique, art d'écrire | 328-347                  | Résumé de différentes écoles sur la poétique, la musique, l'art de la poésie, Alamkara, Chandas, Rasa, Riti, langage, rhétorique | ,                    |
| Yoga, moksha                     | 372-381                  | Huit membres du yoga, éthique, méditation, samadhi , âme, non-dualisme ( Advaita ), résumé de la Bhagavad Gita | ,                    |

## Voir également